# Chiesa di San Martino (Isera)
La chiesa di San Martino è la parrocchiale di Lenzima, frazione di Isera in Trentino. Fa parte della zona pastorale della Vallagarina dell'arcidiocesi di Trento e risale probabilmente al XIII secolo.

## Storia

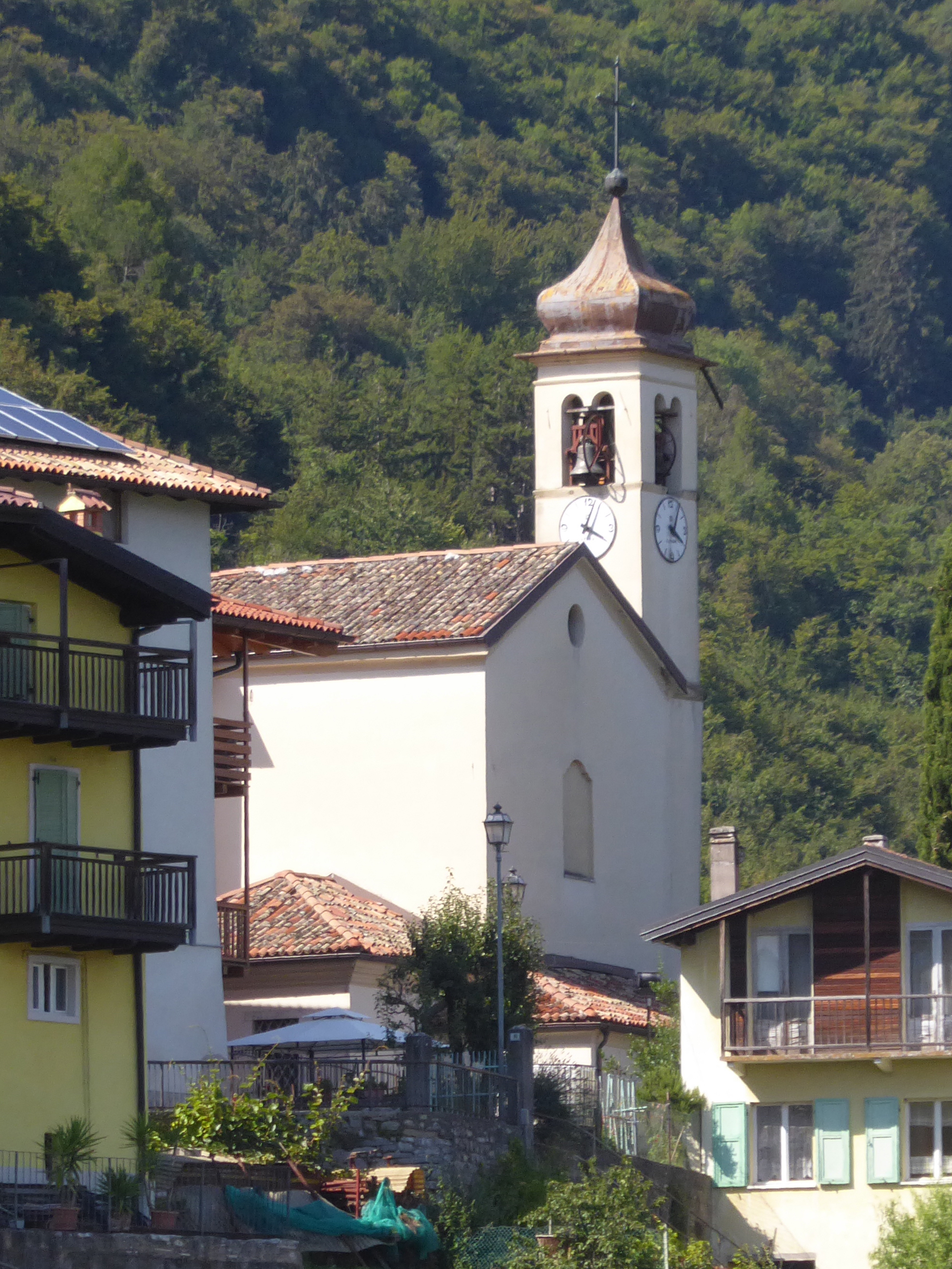
Parte absidale e torre campanaria della chiesa

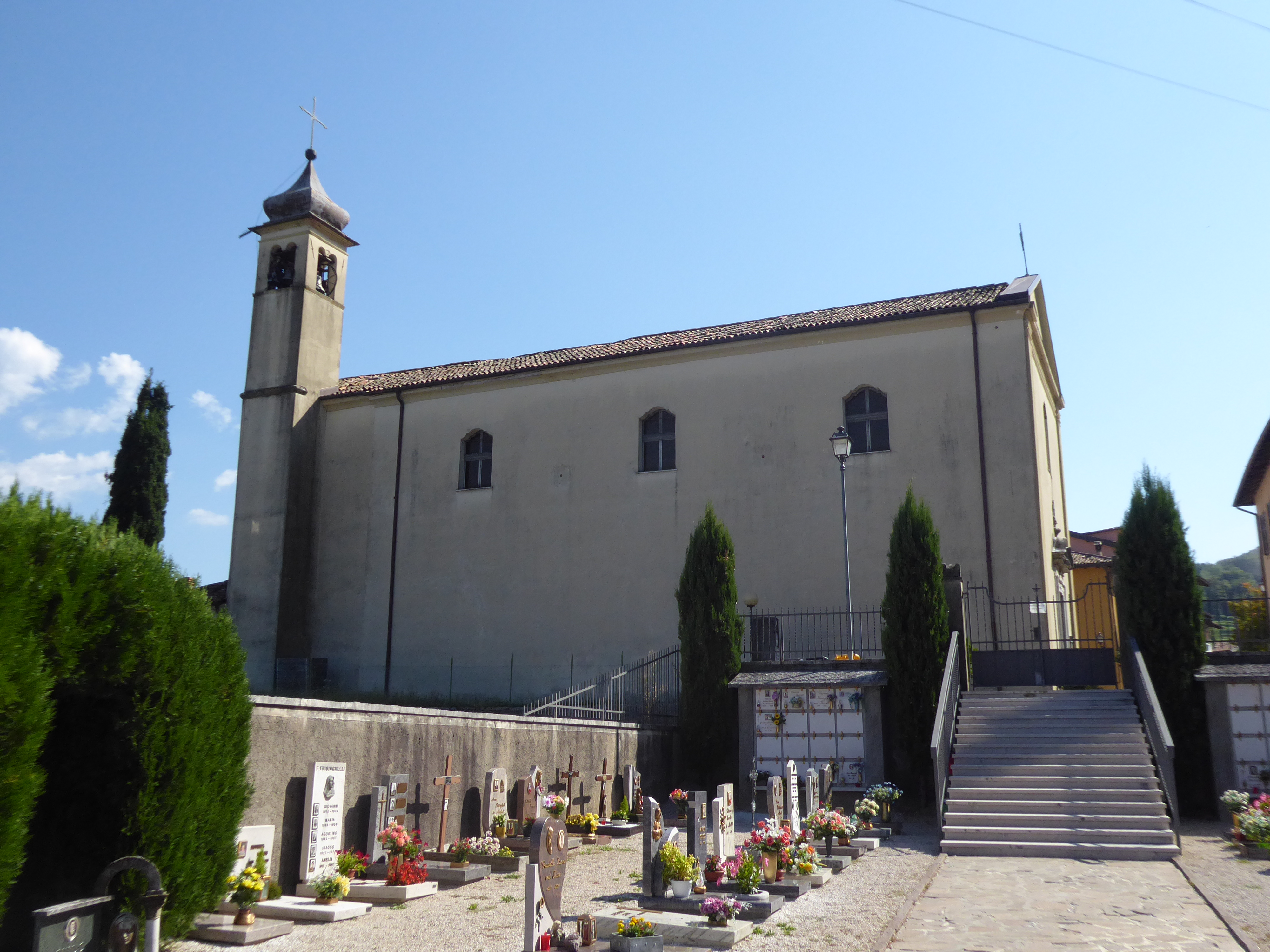
Chiesa e cimitero della comunità di Lenzima

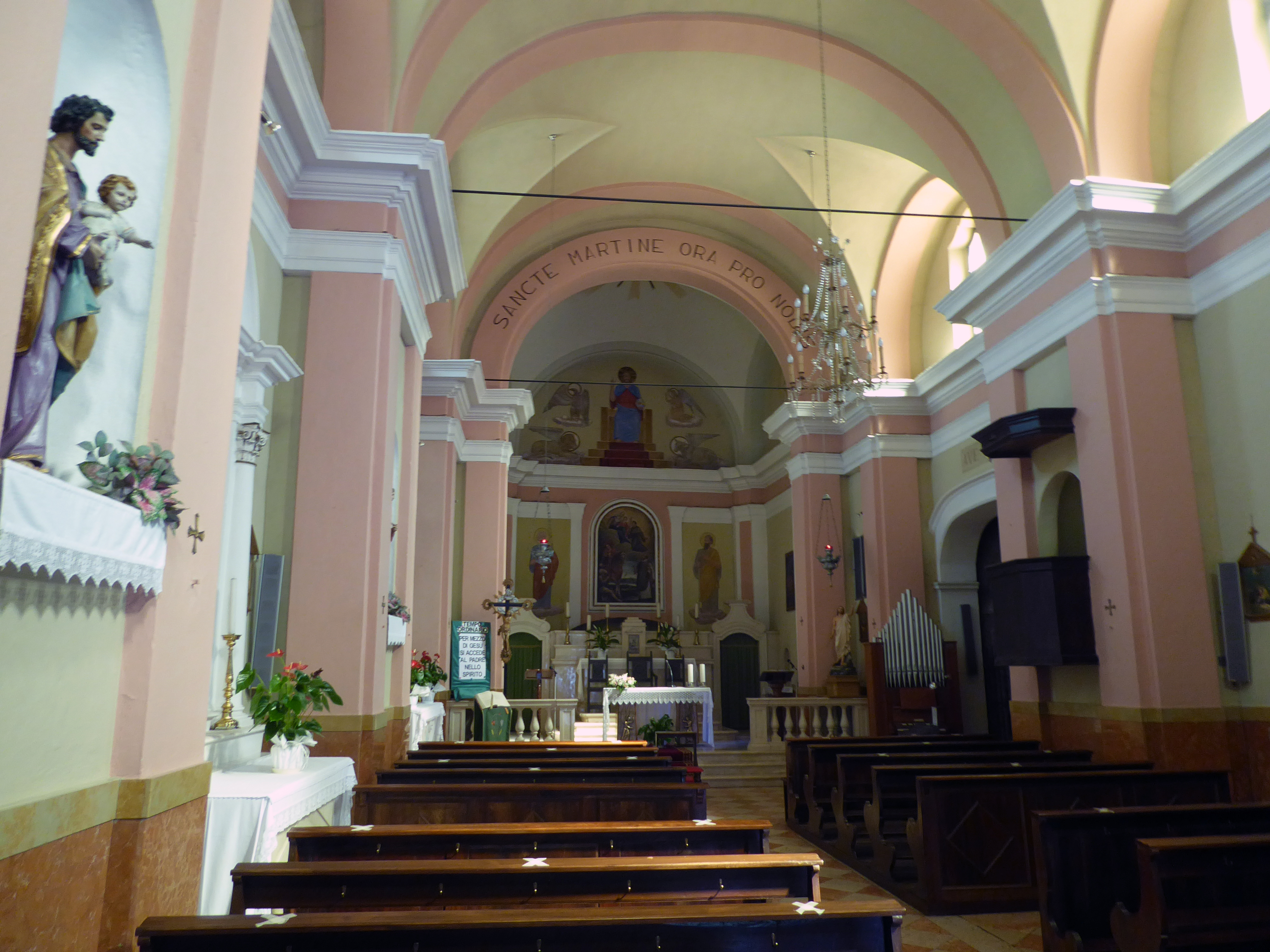
Interno

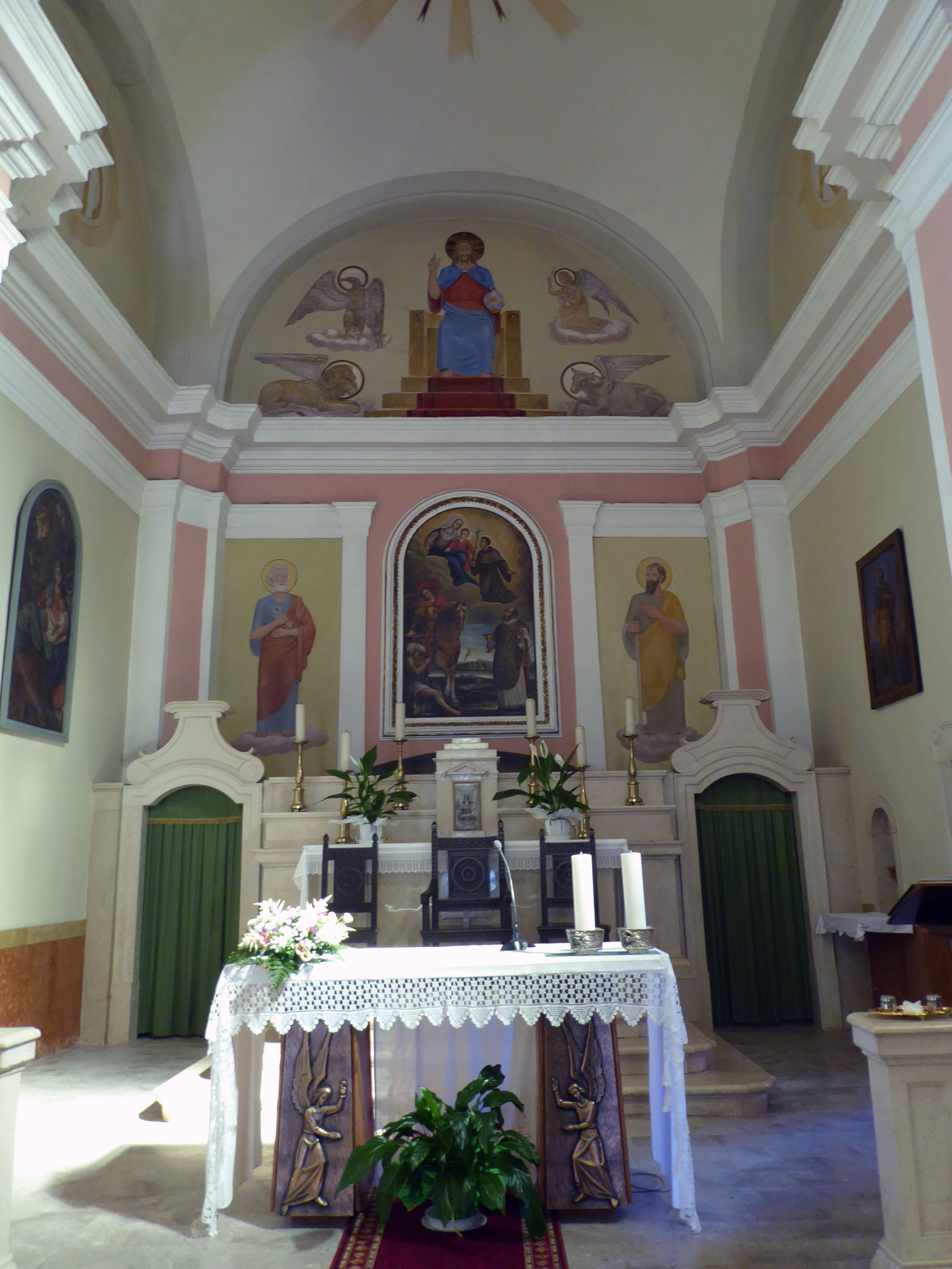
Presbiterio con altare maggiore e mensa al popolo postconciliare

La chiesa sorge in area di antichi insediamenti e sono stati rinvenuti nelle vicinanze, nel corso di vari scavi, numerosi resti archeologici riferibili a una necropoli del II o III secolo.
Il primitivo luogo di culto venne edificato durante il dominio dei signori di Castel Corno e della famiglia dei Castelbarco, verosimilmente attorno al XIII secolo. La documentazione relativa alle prime informazioni sulla chiesa è stata rinvenuta alla metà del XIX secolo in una pergamena che era stata conservata sino a quel momento nell'altare maggiore, poi demolito, e si riferisce alla consacrazione dell'altare, avvenuta nel 1482.
Durante il XVI secolo, o in quello seguente, l'abside venne decorato con affreschi parzialmente ritrovati in epoca recente e quindi restaurati
Ottenne dignità curiaziale e la concessione della custodia eucaristica nel 1755. Circa un decennio dopo, essendo ormai considerata non sufficiente alle esigenze dell'accresciuta popolazione, si decise il suo ampliamento. Il presbiterio fu l'unica parte che rimase dell'antico edificio una volta ultimati i lavori. In quel periodo venne anche sopraelevata la torre campanaria e la facciata fu arricchita di un nuovo portale.

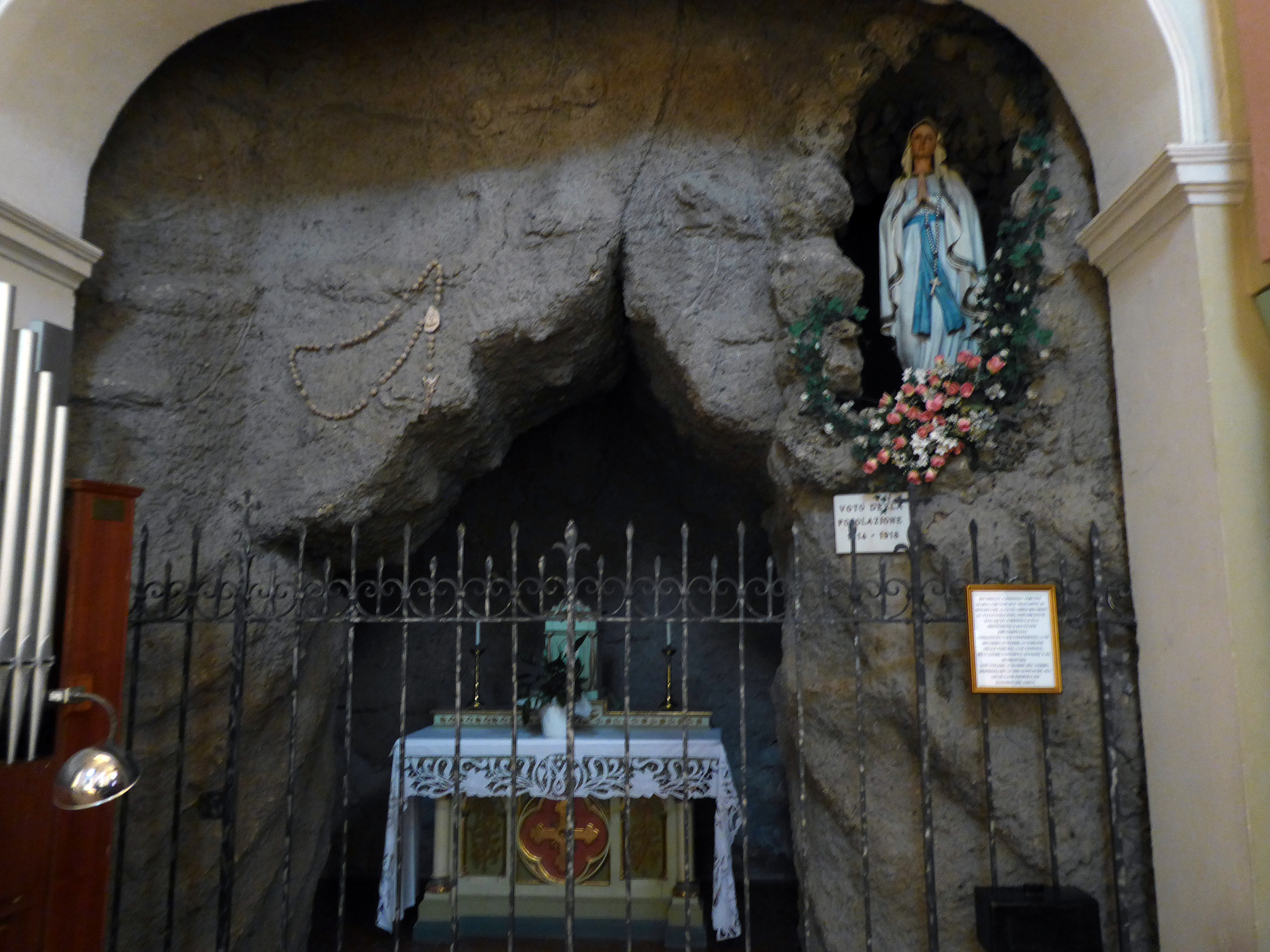
La cappella della Grotta di Lourdes

Ebbe la concessione del fonte battesimale nel 1811 e, attorno alla metà del secolo, fu oggetto di nuovi ampliamenti e restauri. Fu ingrandita la sacrestia e rivista la parte presbiteriale, con la posa di un nuovo altar maggiore, e venne sostituita la pavimentazione della sala. Fu poi restaurato il vicino camposanto e, nel 1878, la chiesa venne consacrata con cerimonia solenne da Johann Evangelist Haller, vescovo ausiliare di  Trento.
Nei primi anni del XX secolo venne ampliata la navata e la facciata venne riedificata, conservando il portale precedente. Nel primo dopoguerra, come adempimento ad un voto espresso in periodo bellico, venne eretta la cappella dedicata a Nostra Signora di Lourdes. 
Venne elevata a dignità parrocchiale nel 1959. A partire dagli anni sessanta venne interessata da nuovi interventi di adeguamento degli impianti e di manutenzione anche straordinaria. Si pose particolare cura alle protezioni contro le infiltrazioni di umidità ed al rafforzamento della struttura. Nel 1990 venne installato sul campanile il nuovo orologio e, alla fine del secolo, fu restaurato l'affresco absidale.

## Descrizione

### Esterni
La chiesa sorge nella parte settentrionale dell'abitato. La facciata neoclassica si conclude col frontone triangolare e il portale architravato è sormontato dal fregio dai contorni curvilinei. Sopra, in asse, si apre la grande finestra che porta luce alla sala. Esternamente, nella zona dell'abside, è murato un proiettile di artiglieria della prima guerra mondiale. La torre campanaria si alza in posizione arretrata sulla sinistra e la cella si apre con quattro finestre a monofora concluse da un particolare profilo a due lobi.

### Interni
La navata interna è unica e suddivisa in sei campate. La cantoria è posta in controfacciata. Attraverso l'arco santo si accede al presbiterio leggermente elevato. la parete laterale sinistra presenta un portale lapideo e architravato di accesso alla sacrestia. Di particolare interesse la cappella laterale con la Grotta di Lourdes. Di fronte a questa si trova una raffigurazione della Madonna del Rosario con San Domenico di Guzmán e Santa Caterina da Siena. Nell’apside si conservano resti di affreschi del XVI secolo raffiguranti la Madonna con Bambino e due santi. La pala dietro l'altare maggiore conserva la raffigurazione di San Martino e risale al XVII secolo.